# Centro Interamericano de Administraciones Tributarias
El Centro Interamericano de Administraciones Tributarias (CIAT), fundado formalmente en 1967, es una organización internacional de carácter público, establecida con el propósito de fortalecer las administraciones tributarias de sus países miembros. Su sede principal se encuentra en la Ciudad de Panamá.
Aunque su denominación incluye el término «Interamericano», el alcance geográfico del CIAT ha trascendido sus orígenes regionales. Actualmente, la organización agrupa a 42 países miembros y asociados, distribuidos en cuatro continentes: 32 países americanos, 5 europeos, 4 africanos y 1 asiático.

## Historia
La concepción del CIAT se remonta a una gira realizada en 1965 por autoridades de administraciones tributarias de países americanos a los Estados Unidos de América. El propósito de esta visita era conocer y discutir los problemas fundamentales de la administración fiscal. Durante este período, Sheldon Cohen, Comisionado, y Harold Moss, Director de la Oficina de Asistencia Internacional del Servicio de Impuestos Internos de los EE. UU., concibieron la idea de crear un foro permanente para estas discusiones.   
El CIAT fue creado formalmente el 17 de octubre de 1967. Los Estatutos del Centro Interamericano de Administradores Tributarios fueron aprobados en mayo de 1967, durante la primera Asamblea General celebrada en Panamá. Desde entonces, Panamá ha mantenido su rol como país anfitrión de la oficina central del CIAT. En 1997, se aprobó un cambio en la denominación del Centro, pasando a ser el «Centro Interamericano de Administraciones Tributarias». Esta modificación de «Administradores» a «Administraciones» implica un cambio de enfoque, del individuo a las estructuras organizativas y los sistemas. La expansión de la membresía incluyó la incorporación de Sudáfrica en 2004, Kenia en 2006 e India en 2009 como países miembros asociados

## Estructura organizativa y gobernanza
La estructura organizativa del CIAT está compuesta por diversos órganos que facilitan su dirección y operación. La Asamblea General constituye la máxima instancia de decisión. Esta elige anualmente a los nueve miembros del Consejo Directivo. El Consejo Directivo, a su vez, es responsable de la dirección y el seguimiento del cumplimiento de las actividades y la ejecución del presupuesto por parte de la Secretaría Ejecutiva. Además, el Consejo Directivo se encarga de delinear las directivas estratégicas institucionales del CIAT. La Secretaría Ejecutiva es el órgano encargado de la ejecución de las actividades y el presupuesto, bajo la supervisión del Consejo Directivo.
Otros componentes de la estructura incluyen un «Equipo de Trabajo» y «Misiones Internacionales». La organización también cuenta con un «Comité Permanente de Ética del CIAT». Las operaciones del CIAT se enmarcan en «Directrices Estratégicas», «Estatutos y Reglamentos», un «Programa Operativo» y un «Plan Estratégico».

## Países Miembros
El CIAT está compuesto por 42 países miembros y asociados. La distribución geográfica de estos países abarca cuatro continentes: 32 países de América, 5 de Europa, 4 de África y 1 de Asia. La membresía para países americanos se obtiene por invitación o aceptación de la Asamblea General, mientras que países no americanos pueden ser aceptados como miembros asociados por la Asamblea General, previa aprobación del Consejo Directivo.

### Lista de países miembros
| País                 | Continente | Tipo de Membresía |
| -------------------- | ---------- | ----------------- |
| Angola               | África     | Asociado          |
| Argentina            | América    | Miembro           |
| Brasil               | América    | Miembro           |
| Canadá               | América    | Miembro           |
| Chile                | América    | Miembro           |
| Colombia             | América    | Miembro           |
| Costa Rica           | América    | Miembro           |
| Cuba                 | América    | Miembro           |
| Curazao              | América    | Miembro           |
| Ecuador              | América    | Miembro           |
| El Salvador          | América    | Miembro           |
| España               | Europa     | Miembro           |
| Estados Unidos       | América    | Miembro           |
| Francia              | Europa     | Miembro           |
| Guatemala            | América    | Miembro           |
| Guyana               | América    | Miembro           |
| Haití                | América    | Miembro           |
| Honduras             | América    | Miembro           |
| India                | Asia       | Asociado          |
| Italia               | Europa     | Miembro           |
| Jamaica              | América    | Miembro           |
| Kenia                | África     | Asociado          |
| Marruecos            | África     | Asociado          |
| México               | América    | Miembro           |
| Nicaragua            | América    | Miembro           |
| Países Bajos         | Europa     | Miembro           |
| Panamá               | América    | Miembro           |
| Paraguay             | América    | Miembro           |
| Perú                 | América    | Miembro           |
| Portugal             | Europa     | Miembro           |
| República Dominicana | América    | Miembro           |
| Sudáfrica            | África     | Asociado          |
| Surinam              | América    | Miembro           |
| Trinidad y Tobago    | América    | Miembro           |
| Uruguay              | América    | Miembro           |
| Venezuela            | América    | Miembro           |
| República Checa      | Europa     | Miembro           |
| San Martín           | América    | Miembro           |
| Belice               | América    | Miembro           |
| Bermudas             | América    | Miembro           |
| Aruba                | América    | Miembro           |
| Nigeria              | África     | Asociado          |

## Actividades y programas
El CIAT desarrolla sus actividades en diversas áreas clave, enmarcadas en su Plan Estratégico vigente y el Plan Operativo Anual aprobados por sus países miembros. Estas áreas incluyen reuniones internacionales, estudios tributarios, tributación internacional, publicaciones, capacitación, cooperación técnica y tecnología de la información.
Las reuniones internacionales comprenden Asambleas Generales, como la 59ª Asamblea General celebrada en Santiago, Chile, en mayo de 2025, así como Conferencias Técnicas, Reuniones Institucionales, encuentros del Consejo Directivo y la Red de Corresponsales.
En el ámbito de la capacitación, el CIAT ofrece cursos especializados, organiza seminarios, talleres y foros, como el Seminario Internacional «Enfrentando el desafío de la informalidad en América Latina», realizado en mayo de 2025. En el ámbito de la cooperación técnica, presta asistencia para la actualización y modernización de las administraciones tributarias. Esto incluye intercambios técnicos, redes temáticas y asistencia en asuntos prioritarios. En el área de tecnología de la información, desarrolla herramientas de apoyo al control tributario. 

## Alianzas estratégicas y financiación
El CIAT mantiene alianzas con organizaciones internacionales como la Organización para la Cooperación y el Desarrollo Económicos, con la que co-publica «Estadísticas Tributarias en América Latina y el Caribe»; el Banco Interamericano de Desarrollo, que ha apoyado la difusión de la factura electrónica en la región; y el Fondo Monetario Internacional, con el que colabora en estudios y manuales como el «Manual sobre gestión de riesgos de incumplimiento para administraciones tributarias». También coopera con la Comisión Económica para América Latina y el Caribe, el Banco Mundial y la Organización de las Naciones Unidas.
El CIAT ha suscrito acuerdos específicos con distintas agencias, entre ellos:
- Acuerdo de Cooperación con NORAD (2019–2023), centrado en eficiencia administrativa y movilización de ingresos fiscales.[16]
- Acuerdo de Cooperación CIAT–CEPAL (2011–2014, con posibilidad de prórroga), enfocado en la elaboración de un Manual Regional sobre Gestión y Riesgos de Incumplimiento Tributario.[17]
- Acuerdo de Subvención ITC / CIAT (2016), dirigido al desarrollo de administraciones tributarias en países en desarrollo y la organización de un Encuentro de Tecnología.[18]
- Acuerdo de Cooperación con IEFPA (2015, por tres años), enfocado en la coordinación de agendas, recursos e investigaciones conjuntas.[19]

La financiación del CIAT proviene de las contribuciones de sus países miembros y de la colaboración con organizaciones internacionales y agencias de cooperación, mediante acuerdos específicos y subvenciones.